# Sanae Takano
Sanae Takano (jap. 高野 早苗, Takano Sanae; * 14. April 1979 in Noheji, Präfektur Aomori) ist eine ehemalige japanische Biathletin.
Wie in Japan üblich gehört sie als Biathletin der „Winterkampfausbildungseinheit“ der Bodenselbstverteidigungsstreitkräfte an. Sanae Takano gab 2002 ihr internationales Debüt in Östersund im Biathlon-Weltcup, wo sie sich als 53. eines Sprints sofort für das Verfolgungsrennen qualifizierte, an dem sie jedoch nicht teilnahm. Eine Woche später startete die Japanerin Lahti bei einem Staffelrennen und wurde an der Seite von Ikuyo Tsukidate, Tamami Tanaka und Kanae Meguro Neunte. In der Saison 2002/03 startete Takano regelmäßig im Weltcup. Höhepunkt der Saison wurden die Biathlon-Weltmeisterschaften 2003 in Chanty-Mansijsk. Im Einzel wurde sie 69., 40. im Sprint und kam als überrundete Läuferin im Verfolgungsrennen nicht ins Ziel. Im Staffelrennen ging sie als Startläuferin an den Start und wurde mit Tanaka, Tsukidate und Kanako Noguchi 13. Kurz vor der WM startete die Japanerin in ihrem Heimatort Aomori bei den Winterasienspielen, wo sie Neunte des Sprints sowie Zehnte der Verfolgung wurde und mit Tanaka, Tsukidate und Kanae Suzuki im Staffelrennen hinter den Chinesinnen die Silbermedaille gewann. In der folgenden Saison erreichte Takano als 38. eines Sprints in Osrblie ihr bestes Weltcup-Resultat.

## Biathlon-Weltcup-Platzierungen
Die Tabelle zeigt alle Platzierungen (je nach Austragungsjahr einschließlich Olympische Spiele und Weltmeisterschaften).
- 1.–3. Platz: Anzahl der Podiumsplatzierungen
- Top 10: Anzahl der Platzierungen unter den ersten zehn (einschließlich Podium)
- Punkteränge: Anzahl der Platzierungen innerhalb der Punkteränge (einschließlich Podium und Top 10)
- Starts: Anzahl gelaufener Rennen in der jeweiligen Disziplin
- Staffel: inklusive Mixed- und Single-Mixed-Staffeln

| Platzierung | Einzel | Sprint | Verfolgung | Massenstart | Staffel | Gesamt |
| ----------- | ------ | ------ | ---------- | ----------- | ------- | ------ |
| 1. Platz    |        |        |            |             |         |        |
| 2. Platz    |        |        |            |             |         |        |
| 3. Platz    |        |        |            |             |         |        |
| Top 10      |        |        |            |             | 6       | 6      |
| Punkteränge |        |        |            |             | 9       | 9      |
| Starts      | 2      | 14     | 4          |             | 9       | 29     |